# Staatliche Realschule Dettelbach
Die Staatliche Realschule Dettelbach ist eine 1969 gegründete Realschule in der unterfränkischen Stadt Dettelbach.

## Geschichte
Die Schule geht auf Bemühungen der Stadt Dettelbach zurück. Bereits im Jahr 1964 stellte die Stadt den Antrag auf Errichtung einer „Staatlichen Mittelschule für Knaben und Mädchen“, der allerdings von der Regierung von Unterfranken abgelehnt wurde. Ein Jahr später kam Bewegung in die Angelegenheit, als der Kreistag Kitzingen zusagte, die Trägerschaft zu übernehmen. In der Folge schlossen sich die Verantwortlichen in Dettelbach und der Stadt Kitzingen zusammen. Die kreisfreie Stadt bemühte sich damals ebenfalls um die Errichtung einer Realschule. In der Folge gründete sich eine Interessengemeinschaft. Der Kreistag plante zunächst, den Unterricht in beiden Schulen mit dem Schuljahr 1966/1967 zu beginnen.
Allerdings dauerte es noch bis ins Jahr 1969, ehe die ersten Schüler die beiden Realschulen besuchen konnten. Im ersten Jahr war die Schule lediglich eine Filiale von Kitzingen. Zunächst nutzte die Schule das ehemalige Amtsgericht vor dem Falterturm, in dem heute das Dettelbacher Rathaus untergebracht ist. Am 1. August 1970 wurde die Staatliche Realschule Dettelbach als vollwertige Institution durch Entschließung des Bayerischen Staatsministeriums für Unterricht und Kultus gegründet. Im Schuljahr 1971/1972 bezog die Realschule ein neues Schulhaus am Stadtrand, das vom Architekten B. Schulz errichtet worden war. Die Einweihung nahm der damalige Staatssekretär Erwin Lauerbach vor.

## Schulprofil
Die Realschule bietet drei der vier bayerischen Wahlpflichtfächergruppen an:
- Wahlpflichtfächergruppe I (mathematisch-naturwissenschaftlich): Schwerpunkte: Mathematik, Physik, Chemie, Informatik
- Wahlpflichtfächergruppe II (kaufmännisch-wirtschaftlich): Schwerpunkte: Betriebswirtschaftslehre/Rechnungswesen sowie Wirtschafts- und Rechtslehre
- Wahlpflichtfächergruppe IIIa (sprachlich): Schwerpunkte: Französisch und Betriebswirtschaftslehre/Rechnungswesen

## Auszeichnungen (Auswahl)
Die Staatliche Realschule Dettelbach wurde mit einer Vielzahl verschiedener Auszeichnungen bedacht:
- 3. Platz Unterfränkischer Realschulpreis, 2022/2023
- Schule mit dem Profil Inklusion, 2023
- Umweltschule in Europa
- Partnerschule PLUS für Verbraucherschule, 2017
- Schule ohne Rassismus – Schule mit Courage